# Menahinol oksidaza (H+-transport)
Menahinol oksidaza (H+-transport) (EC 1.10.3.12, citohrom aa3-600 oksidaza, citohrom bd oksidaza) je enzim sa sistematskim imenom menahinol:O2 oksidoreduktaza (H+-transport). Ovaj enzim katalizuje sledeću hemijsku reakciju
2 menahinol + O2 {\displaystyle \rightleftharpoons } 2 menahinon + 2H2O
Citohrom aa3-600 je jedan od glavnih respiratornih oksidaza kod Bacillus subtilis. On je takođe član hem-bakar superfamilije kiseoničnih reduktaza, i blisko je homologan sa citohrom bo3 ubihinol oksidazom iz Escherichia coli, ali koristi menahinol umesto ubihinola kao supstrat.

## Literatura
- Nicholas C. Price; Lewis Stevens (1999). Fundamentals of Enzymology: The Cell and Molecular Biology of Catalytic Proteins (Third изд.). USA: Oxford University Press. ISBN 019850229X.
- Eric J. Toone (2006). Advances in Enzymology and Related Areas of Molecular Biology, Protein Evolution (Volume 75 изд.). Wiley-Interscience. ISBN 0471205036.
- Branden C; Tooze J. Introduction to Protein Structure. New York, NY: Garland Publishing. ISBN 0-8153-2305-0.
- Irwin H. Segel. Enzyme Kinetics: Behavior and Analysis of Rapid Equilibrium and Steady-State Enzyme Systems (Book 44 изд.). Wiley Classics Library. ISBN 0471303097.

## Spoljašnje veze
- Menaquinol+oxidase+(H+-transporting) на 